# Miłość, szmaragd i krokodyl (album)
Uzasadnienie:  ten sam album 
Miłość, szmaragd i krokodyl – trzeci mixtape DonGURALesko stworzony wspólnie z Matheo. Wydawnictwo ukazało się 1 kwietnia 2019 roku nakładem wytwórni muzycznej Szpadyzor Records.

## Lista utworów
| Nr  | Tytuł utworu                              | Długość |
| --- | ----------------------------------------- | ------- |
| 1.  | „Outro Do Intra”                          | 2:26    |
| 2.  | „Nalot”                                   | 3:50    |
| 3.  | „Teraz”                                   | 3:22    |
| 4.  | „Spitfire” (Gościnnie: Shellerini)        | 4:06    |
| 5.  | „Się Na Tym Nie Znam”                     | 2:59    |
| 6.  | „Ciuchy Z Ameryki”                        | 4:35    |
| 7.  | „Lampart”                                 | 4:07    |
| 8.  | „Co”                                      | 4:02    |
| 9.  | „Magic Boi”                               | 3:06    |
| 10. | „Normalnie” (Gościnnie: Sitek)            | 3:50    |
| 11. | „Palę Dym Walę Płyn”                      | 5:00    |
| 12. | „Robie Rap” (Gościnnie: JWP)              | 4:10    |
| 13. | „Myzyka Miast” (Matheo Remix)             | 4:22    |
| 14. | „Grunwaldzki Walczyk” (Gościnnie: Kaczor) | 2:49    |
| 15. | „O’Kruca” (DJ Frodo Remix)                | 2:17    |
| 16. | „Maniak Lunatyk”                          | 3:57    |
| 17. | „Pale Dym Walę Płyn” (P.A.F.F. Remix)     | 4:12    |
| 18. | „Intro Do Outra”                          | 0:22    |
|     |                                           | 1:03:32 |

## Listy sprzedaży
| Lista | Kraj   | Pozycja |
| ----- | ------ | ------- |
| OLiS  | Polska | 1       |